# Natura 2000-område nr. 35 Hald Ege, Stanghede og Dollerup Bakker
Natura 2000-område nr. 35 Hald Ege, Stanghede og Dollerup Bakker er en naturplan under det fælleseuropæiske Natura 2000-projekt. Planområde nr. 35 Hald Ege, Stanghede og Dollerup Bakker har et areal på 1.524 ha og er beliggende sydvest for Viborg Området ligger i Viborg Kommune.

## Beskrivelse
Natura 2000-området er karakteriseret ved sine markante landskabsformationer med den op til 31 m dybe Hald Sø og de omgivende bakker, der
rejser sig over 80 moh.
Hald Sø var indtil 1950’erne en af Danmarks reneste søer med et
meget alsidigt plante- og dyreliv, men blev derefter mere
og mere uklar og grumset, og planter og dyr forsvandt. Begge dele
skyldtes tilførsel af spildevand samt udledning fra dambrug i oplandet,
som gav masseforekomster af alger.
I 1985 indledte man forsøg med iltning af søens bundvand: Alle tilledninger
af spildevand til søen blev kraftigt reduceret bl.a. ved opkøb af dambrug i oplandet, og søen fik i sommerhalvåret tilført ilt via et system af slanger og dyser på bunden af søen.
Vandløbene og især kilderne i området er efter danske forhold helt unikke og rummer en meget bevaringsværdig smådyrsfauna, hvor flere af de registrerede arter er medtaget på den danske rød- eller gulliste.
Skovene omkring Hald Sø har en meget høj naturværdi og biodiversitet og rummer artsrige epifytsamfund med sjældne arter, blandt andet de nu meget sjældne ”gammel skovs-arter”, der forekommer flere steder i Hald Ege- området, kan nævnes lungelav (Lobaria pulmonaria), samt bladmosset Antitrichia curtipendula.
I området forekommer den meget sjældne og særprægede barksvamp, hvidlig skiveskorpe, der kun er fundet to gange i Danmark, og i dag med sikkerhed kun vides at forekomme i dette område. Arten vokser udelukkende på bark af gammel vinter-eg og er rødlistet i Danmark.
Den første naturfredning i området blev foretaget i 1909 og er udvidet flere gange, så der nu er fredet 1.667 ha sø, skov, morænelandskab, å, eng, egekrat, lyngbakker og gravhøje omkring søen og bakkerne. 
Natura 2000-planen er vedtaget i 2011, hvorefter kommunalbestyrelserne
og Naturstyrelsen udarbejdede bindende handleplaner for
gennemførelsen af planen.  Planen videreføres og videreudvikles i senere planperioder.  Natura 2000-planen er koordineret med vandplanen Vandplan 1.5 Randers Fjord.